# Liste des représentants des États-Unis pour le Wyoming
Le district congressionnel at-large du Wyoming est le seul district de l'État américain du Wyoming. Il s'agit du troisième plus grand district congressionnel des États-Unis en termes de superficie. Le district est actuellement représenté par la Républicaine Harriet Hageman.

## Histoire
Le district a été créé pour la première fois lorsque le Wyoming a obtenu le statut d'État le 10 juillet 1890, en élisant un seul membre. Depuis sa création, le Wyoming a conservé une seule circonscription au Congrès.
| Affiliations politiques au 1er août 2024 | Affiliations politiques au 1er août 2024 | Affiliations politiques au 1er août 2024 | Affiliations politiques au 1er août 2024 |
| Party                                    | Party                                    | Total voters                             | Percentage                               |
| ---------------------------------------- | ---------------------------------------- | ---------------------------------------- | ---------------------------------------- |
|                                          | Républicain                              | 180 815                                  | 80,83 %                                  |
|                                          | Démocrate                                | 24 751                                   | 11,06 %                                  |
|                                          | Non-affilié                              | 16 563                                   | 7,40 %                                   |
|                                          | Libertarien                              | 1 090                                    | 0,49 %                                   |
|                                          | Constitution                             | 360                                      | 160,93 %                                 |
|                                          | No Labels                                | 112                                      | 50,07 %                                  |
|                                          | Autres partis                            | 12                                       | 5,36 %                                   |
| Total                                    | Total                                    | 223 703                                  | 100%                                     |

## Historique de vote
| Année | Poste     | Résultats              |
| ----- | --------- | ---------------------- |
| 2000  | Président | Bush 69,0 % - 28,0 %   |
| 2004  | Président | Bush 69,0 % - 29,0 %   |
| 2008  | Président | McCain 65,0 % - 33,0 % |
| 2012  | Président | Romney 69,0 % - 28,0 % |
| 2016  | Président | Trump 67,0 % - 22,0 %  |
| 2020  | Président | Trump 70,0 % - 27,0 %  |
| 2024  | Président | Trump 71,6 % - 25,8 %  |

## Liste des Représentants du district
| Membre                                | Parti       | Années                            | Congrès     | Histoire électorale |
| ------------------------------------- | ----------- | --------------------------------- | ----------- | --- |
| District établit le 1er décembre 1890 |             |                                   |             | |
| Clarence D. Clark                     | Républicain | 1er décembre 1890 - 3 mars 1893   | 51e , 52e   | Élu sur le même bulletin pour le mandat actuel et le mandat suivant en 1890. Perd sa réélection. |
| Henry A. Coffeen (en)                 | Démocrate   | 4 mars 1893 - 3 mars 1895         | 53e         | Élu en 1892. Perd sa réélection. |
| Frank Wheeler Mondell (en)            | Républicain | 4 mars 1895 - 3 mars 1897         | 54e         | Élu en 1894. Perd sa réélection. |
| John Eugene Osborne (en)              | Démocrate   | 4 mars 1897 - 3 mars 1899         | 55e         | Élu en 1896. Retrait. |
| Frank Wheeler Mondell (en)            | Républicain | 4 mars 1899 - 3 mars 1923         | 56e - 67e   | Élu en 1898. Réélu en 1900. Réélu en 1902. Réélu en 1904. Réélu en 1906. Réélu en 1908. Réélu en 1910. Réélu en 1912. Réélu en 1914. Réélu en 1916. Réélu en 1918. Réélu en 1920. Retrait pour se présenter comme Sénateur des États-Unis. |
| Charles E. Winter (en)                | Républicain | 4 mars 1923 - 3 mars 1929         | 68e - 70e   | Élu en 1922. Réélu en 1924. Réélu en 1926. Retrait pour se présenter comme Sénateur des États-Unis. |
| Vincent Carter (en)                   | Républicain | 4 mars 1929 - 3 janvier 1935      | 71e - 73e   | Élu en 1928. Réélu en 1930. Réélu en 1932. Retrait pour se présenter comme Sénateur des États-Unis. |
| Paul Ranous Greever (en)              | Démocrate   | 3 janvier 1935 - 3 janvier 1939   | 74e , 75e   | Élu en 1934. Réélu en 1936. Perd sa réélection. |
| Frank O. Horton (en)                  | Républicain | 3 janvier 1939 - 3 janvier 1941   | 76e         | Élu en 1938. Perd sa réélection. |
| John J. McIntyre (en)                 | Démocrate   | 3 janvier 1941 - 3 janvier 1943   | 77e         | Élu en 1940. Perd sa réélection. |
| Frank A. Barrett (en)                 | Républicain | 3 janvier 1943 - 31 décembre 1950 | 78e - 81e   | Élu en 1942. Réélu en 1944. Réélu en 1946. Réélu en 1948. Retrait pour se présenter comme Gouverneur du Wyoming |
| Vacant                                | Vacant      | 31 décembre 1950 - 3 janvier 1951 | 81e         | |
| William Henry Harrison III (en)       | Républicain | 3 janvier 1951 - 3 janvier 1955   | 82e , 83e   | Élu en 1950. Réélu en 1952. Retrait pour se présenter comme Sénateur des États-Unis. |
| Keith Thomson (en)                    | Républicain | 3 janvier 1955 - 9 décembre 1960  | 84e - 86e   | Élu en 1954. Réélu en 1956. Réélu en 1958. Retrait pour se présenter comme Sénateur des États-Unis. Décès. |
| Vacant                                | Vacant      | 9 décembre 1960 - 3 janvier 1961  | 86e         | |
| William Henry Harrison III (en)       | Républicain | 3 janvier 1961 - 3 janvier 1965   | 87e , 88e   | Élu en 1960. Réélu en 1962. Perd sa réélection. |
| Teno Roncalio (en)                    | Démocrate   | 3 janvier 1965 - 3 janvier 1967   | 89e         | Élu en 1964. Retrait pour se présenter comme Sénateur des États-Unis. |
| William Henry Harrison III (en)       | Républicain | 3 janvier 1967 - 3 janvier 1969   | 90e         | Élu en 1966. Perd sa renomination. |
| John S. Wold (en)                     | Républicain | 3 janvier 1969 - 3 janvier 1971   | 91e         | Élu en 1968. Retrait pour se présenter comme Sénateur des États-Unis. |
| Teno Roncalio (en)                    | Démocrate   | 3 janvier 1971 - 30 décembre 1978 | 92e - 95e   | Élu en 1970. Réélu en 1972. Réélu en 1974. Réélu en 1976. Retrait et démissionne. |
| Vacant                                | Vacant      | 30 décembre 1978 - 3 janvier 1979 | 95e         | |
| Dick Cheney                           | Républicain | 3 janvier 1979 - 20 mars 1989     | 96e - 101e  | Élu en 1978. Réélu en 1980. Réélu en 1982. Réélu en 1984. Réélu en 1986. Réélu en 1988. Démissionne pour devenir Secrétaire à la Défense des États-Unis.                                                                                   |
| Vacant                                | Vacant      | 20 mars 1989 - 26 avril 1989      | 101e        | |
| Craig L. Thomas                       | Républicain | 26 avril 1989 - 3 janvier 1995    | 101e - 103e | Élu pour terminer le mandat de Cheney. Réélu en 1990. Réélu en 1992. Retrait pour se présenter comme Sénateur des États-Unis. |
| Barbara Cubin                         | Républicain | 3 janvier 1995 - 3 janvier 2009   | 104e - 110e | Élue en 1994. Réélue en 1996. Réélue en 1998. Réélue en 2000. Réélue en 2002. Réélue en 2004. Réélue en 2006. Retrait. |
| Cynthia Lummis                        | Républicain | 3 janvier 2009 - 3 janvier 2017   | 111e - 114e | Élue en 2008. Réélue en 2010. Réélue en 2012. Réélue en 2014. Retrait. |
| Liz Cheney                            | Républicain | 3 janvier 2017 - 3 janvier 2023   | 115e - 117e | Élue en 2016. Réélue en 2018. Réélue en 2020. Perd sa renomination. |
| Harriet Hageman                       | Républicain | 3 janvier 2023 - en cours         | 118e - 119e | Élue en 2022. Réélue en 2024. |

## Résultats des récentes élections
Voici les résultats des dix précédents cycles électoraux dans le district.

### 2004
| Élection de 2004 du district congressionnel at-large du Wyoming | Élection de 2004 du district congressionnel at-large du Wyoming | Élection de 2004 du district congressionnel at-large du Wyoming | Élection de 2004 du district congressionnel at-large du Wyoming | Élection de 2004 du district congressionnel at-large du Wyoming |
| --------------------------------------------------------------- | --------------------------------------------------------------- | --------------------------------------------------------------- | --------------------------------------------------------------- | --------------------------------------------------------------- |
| Parti                                                           | Parti                                                           | Candidat                                                        | Votes                                                           | %                                                               |
|                                                                 | Républicain                                                     | Barbara Cubin (sortante)                                        | 132 107                                                         | 55,3                                                            |
|                                                                 | Démocrate                                                       | Ted Ladd                                                        | 99 989                                                          | 41,9                                                            |
|                                                                 | Libertarien                                                     | Lewis Stock                                                     | 6581                                                            | 2,8                                                             |
|                                                                 | Write-In                                                        | Write-In                                                        | 129                                                             | 0,1                                                             |
| Total des votes                                                 | Total des votes                                                 | Total des votes                                                 | 238 806                                                         | 100 %                                                           |
|                                                                 | Les Républicains conservent                                     |                                                                 |                                                                 |                                                                 |

### 2006
| Élection de 2006 du district congressionnel at-large du Wyoming | Élection de 2006 du district congressionnel at-large du Wyoming | Élection de 2006 du district congressionnel at-large du Wyoming | Élection de 2006 du district congressionnel at-large du Wyoming | Élection de 2006 du district congressionnel at-large du Wyoming |
| --------------------------------------------------------------- | --------------------------------------------------------------- | --------------------------------------------------------------- | --------------------------------------------------------------- | --------------------------------------------------------------- |
| Parti                                                           | Parti                                                           | Candidat                                                        | Votes                                                           | %                                                               |
|                                                                 | Républicain                                                     | Barbara Cubin (sortante)                                        | 93 336                                                          | 48,3                                                            |
|                                                                 | Démocrate                                                       | Gary Trauner                                                    | 92 324                                                          | 47,7                                                            |
|                                                                 | Libertarien                                                     | Thomas R. Rankin                                                | 7481                                                            | 3,9                                                             |
|                                                                 | Write-In                                                        | Write-In                                                        | 228                                                             | 0,1                                                             |
| Total des votes                                                 | Total des votes                                                 | Total des votes                                                 | 193 36                                                          | 100 %                                                           |
|                                                                 | Les Républicains conservent                                     |                                                                 |                                                                 |                                                                 |

### 2008
| Élection de 2008 du district congressionnel at-large du Wyoming | Élection de 2008 du district congressionnel at-large du Wyoming | Élection de 2008 du district congressionnel at-large du Wyoming | Élection de 2008 du district congressionnel at-large du Wyoming | Élection de 2008 du district congressionnel at-large du Wyoming |
| --------------------------------------------------------------- | --------------------------------------------------------------- | --------------------------------------------------------------- | --------------------------------------------------------------- | --------------------------------------------------------------- |
| Parti                                                           | Parti                                                           | Candidat                                                        | Votes                                                           | %                                                               |
|                                                                 | Républicain                                                     | Cynthia Lumis                                                   | 131 244                                                         | 52,6                                                            |
|                                                                 | Démocrate                                                       | Gary Trauner                                                    | 106 758                                                         | 42,8                                                            |
|                                                                 | Libertarien                                                     | W. David Herbert                                                | 11 030                                                          | 4,4                                                             |
|                                                                 | Write-In                                                        | Write-In                                                        | 363                                                             | 0,1                                                             |
| Total des votes                                                 | Total des votes                                                 | Total des votes                                                 | 249 395                                                         | 100 %                                                           |
|                                                                 | Les Républicains conservent                                     |                                                                 |                                                                 |                                                                 |

### 2010
| Élection de 2010 du district congressionnel at-large du Wyoming | Élection de 2010 du district congressionnel at-large du Wyoming | Élection de 2010 du district congressionnel at-large du Wyoming | Élection de 2010 du district congressionnel at-large du Wyoming | Élection de 2010 du district congressionnel at-large du Wyoming |
| --------------------------------------------------------------- | --------------------------------------------------------------- | --------------------------------------------------------------- | --------------------------------------------------------------- | --------------------------------------------------------------- |
| Parti                                                           | Parti                                                           | Candidat                                                        | Votes                                                           | %                                                               |
|                                                                 | Républicain                                                     | Cynthia Lumis (sortante)                                        | 131 661                                                         | 70,4                                                            |
|                                                                 | Démocrate                                                       | David Wendt                                                     | 45 768                                                          | 24,5                                                            |
|                                                                 | Libertarien                                                     | John V. Love                                                    | 9253                                                            | 4,9                                                             |
|                                                                 | Write-In                                                        | Write-In                                                        | 287                                                             | 0,2                                                             |
| Total des votes                                                 | Total des votes                                                 | Total des votes                                                 | 186 969                                                         | 100 %                                                           |
|                                                                 | Les Républicains conservent                                     |                                                                 |                                                                 |                                                                 |

### 2012
| Élection de 2012 du district congressionnel at-large du Wyoming | Élection de 2012 du district congressionnel at-large du Wyoming | Élection de 2012 du district congressionnel at-large du Wyoming | Élection de 2012 du district congressionnel at-large du Wyoming | Élection de 2012 du district congressionnel at-large du Wyoming |
| --------------------------------------------------------------- | --------------------------------------------------------------- | --------------------------------------------------------------- | --------------------------------------------------------------- | --------------------------------------------------------------- |
| Parti                                                           | Parti                                                           | Candidat                                                        | Votes                                                           | %                                                               |
|                                                                 | Républicain                                                     | Cynthia Lumis (sortante)                                        | 166 452                                                         | 69,0                                                            |
|                                                                 | Démocrate                                                       | Chris Henrichsen                                                | 57 573                                                          | 23,9                                                            |
|                                                                 | Libertarien                                                     | Richard Brubaker                                                | 8442                                                            | 3,5                                                             |
|                                                                 | Constitution                                                    | Daniel Clyde Cummings                                           | 4963                                                            | 2,1                                                             |
|                                                                 | Indépendant                                                     | Don Willis                                                      | 3775                                                            | 1,6                                                             |
| Total des votes                                                 | Total des votes                                                 | Total des votes                                                 | 241 205                                                         | 100 %                                                           |
|                                                                 | Les Républicains conservent                                     |                                                                 |                                                                 |                                                                 |

### 2014
| Élection de 2014 du district congressionnel at-large du Wyoming | Élection de 2014 du district congressionnel at-large du Wyoming | Élection de 2014 du district congressionnel at-large du Wyoming | Élection de 2014 du district congressionnel at-large du Wyoming | Élection de 2014 du district congressionnel at-large du Wyoming |
| --------------------------------------------------------------- | --------------------------------------------------------------- | --------------------------------------------------------------- | --------------------------------------------------------------- | --------------------------------------------------------------- |
| Parti                                                           | Parti                                                           | Candidat                                                        | Votes                                                           | %                                                               |
|                                                                 | Républicain                                                     | Cynthia Lumis (sortante)                                        | 113 038                                                         | 68,5                                                            |
|                                                                 | Démocrate                                                       | Richard Grayson                                                 | 37 803                                                          | 22,9                                                            |
|                                                                 | Libertarien                                                     | Richard Brubaker                                                | 7112                                                            | 4,3                                                             |
|                                                                 | Constitution                                                    | Daniel Clyde Cummings                                           | 6749                                                            | 4,1                                                             |
|                                                                 | Write-In                                                        | Write-In                                                        | 398                                                             | 0,2                                                             |
| Total des votes                                                 | Total des votes                                                 | Total des votes                                                 | 165 100                                                         | 100 %                                                           |
|                                                                 | Les Républicains conservent                                     |                                                                 |                                                                 |                                                                 |

### 2016
| Élection de 2016 du district congressionnel at-large du Wyoming | Élection de 2016 du district congressionnel at-large du Wyoming | Élection de 2016 du district congressionnel at-large du Wyoming | Élection de 2016 du district congressionnel at-large du Wyoming | Élection de 2016 du district congressionnel at-large du Wyoming |
| --------------------------------------------------------------- | --------------------------------------------------------------- | --------------------------------------------------------------- | --------------------------------------------------------------- | --------------------------------------------------------------- |
| Parti                                                           | Parti                                                           | Candidat                                                        | Votes                                                           | %                                                               |
|                                                                 | Républicain                                                     | Liz Cheney                                                      | 156 176                                                         | 62,0                                                            |
|                                                                 | Démocrate                                                       | Ryan Greene                                                     | 75 466                                                          | 30,0                                                            |
|                                                                 | Constitution                                                    | Daniel Clyde Cummings                                           | 10 362                                                          | 4,1                                                             |
|                                                                 | Libertarien                                                     | Lawrence Struempf                                               | 9033                                                            | 3,6                                                             |
|                                                                 | Write-In                                                        | Write-In                                                        | 739                                                             | 0,3                                                             |
| Total des votes                                                 | Total des votes                                                 | Total des votes                                                 | 251 776                                                         | 100 %                                                           |
|                                                                 | Les Républicains conservent                                     |                                                                 |                                                                 |                                                                 |

### 2018
| Élection de 2018 du district congressionnel at-large du Wyoming | Élection de 2018 du district congressionnel at-large du Wyoming | Élection de 2018 du district congressionnel at-large du Wyoming | Élection de 2018 du district congressionnel at-large du Wyoming | Élection de 2018 du district congressionnel at-large du Wyoming |
| --------------------------------------------------------------- | --------------------------------------------------------------- | --------------------------------------------------------------- | --------------------------------------------------------------- | --------------------------------------------------------------- |
| Parti                                                           | Parti                                                           | Candidat                                                        | Votes                                                           | %                                                               |
|                                                                 | Républicain                                                     | Liz Cheney (sortante)                                           | 127 963                                                         | 63,6                                                            |
|                                                                 | Démocrate                                                       | Greg Hunter                                                     | 59 903                                                          | 29,8                                                            |
|                                                                 | Libertarien                                                     | Richard Brubaker                                                | 6918                                                            | 3,4                                                             |
|                                                                 | Constitution                                                    | Daniel Clyde Cummings                                           | 6070                                                            | 3,0                                                             |
|                                                                 | Write-In                                                        | Write-In                                                        | 391                                                             | 0,2                                                             |
| Total des votes                                                 | Total des votes                                                 | Total des votes                                                 | 201 245                                                         | 100 %                                                           |
|                                                                 | Les Républicains conservent                                     |                                                                 |                                                                 |                                                                 |

### 2020
| Élection de 2020 du district congressionnel at-large du Wyoming | Élection de 2020 du district congressionnel at-large du Wyoming | Élection de 2020 du district congressionnel at-large du Wyoming | Élection de 2020 du district congressionnel at-large du Wyoming | Élection de 2020 du district congressionnel at-large du Wyoming |
| --------------------------------------------------------------- | --------------------------------------------------------------- | --------------------------------------------------------------- | --------------------------------------------------------------- | --------------------------------------------------------------- |
| Parti                                                           | Parti                                                           | Candidat                                                        | Votes                                                           | %                                                               |
|                                                                 | Républicain                                                     | Liz Cheney (sortante)                                           | 185 732                                                         | 68,6                                                            |
|                                                                 | Démocrate                                                       | Lynette Grey Bull                                               | 66 576                                                          | 24,6                                                            |
|                                                                 | Libertarien                                                     | Richard Brubaker                                                | 10 154                                                          | 3,7                                                             |
|                                                                 | Constitution                                                    | Jeff Haggit                                                     | 7905                                                            | 2,9                                                             |
|                                                                 | Write-In                                                        | Write-In                                                        | 525                                                             | 0,2                                                             |
| Total des votes                                                 | Total des votes                                                 | Total des votes                                                 | 270 892                                                         | 100 %                                                           |
|                                                                 | Les Républicains conservent                                     |                                                                 |                                                                 |                                                                 |

### 2022
| Primaire Républicaine de 2022 du district congressionnel at-large du Wyoming | Primaire Républicaine de 2022 du district congressionnel at-large du Wyoming | Primaire Républicaine de 2022 du district congressionnel at-large du Wyoming | Primaire Républicaine de 2022 du district congressionnel at-large du Wyoming | Primaire Républicaine de 2022 du district congressionnel at-large du Wyoming |
| ---------------------------------------------------------------------------- | ---------------------------------------------------------------------------- | ---------------------------------------------------------------------------- | ---------------------------------------------------------------------------- | ---------------------------------------------------------------------------- |
| Parti                                                                        | Parti                                                                        | Candidat                                                                     | Votes                                                                        | %                                                                            |
|                                                                              | Républicain                                                                  | Harriet Hageman                                                              | 113 079                                                                      | 66,3                                                                         |
|                                                                              | Républicain                                                                  | Liz Cheney (sortante)                                                        | 49 339                                                                       | 28,9                                                                         |
|                                                                              | Républicain                                                                  | Anthony Bouchard                                                             | 4508                                                                         | 2,6                                                                          |
|                                                                              | Républicain                                                                  | Denton Knapp                                                                 | 2258                                                                         | 1,3                                                                          |
|                                                                              | Républicain                                                                  | Robyn Belinskey                                                              | 1306                                                                         | 0,8                                                                          |

| Primaire Démocrate de 2022 du district congressionnel at-large du Wyoming | Primaire Démocrate de 2022 du district congressionnel at-large du Wyoming | Primaire Démocrate de 2022 du district congressionnel at-large du Wyoming | Primaire Démocrate de 2022 du district congressionnel at-large du Wyoming | Primaire Démocrate de 2022 du district congressionnel at-large du Wyoming |
| ------------------------------------------------------------------------- | ------------------------------------------------------------------------- | ------------------------------------------------------------------------- | ------------------------------------------------------------------------- | ------------------------------------------------------------------------- |
| Parti                                                                     | Parti                                                                     | Candidat                                                                  | Votes                                                                     | %                                                                         |
|                                                                           | Démocrate                                                                 | Lynette Grey Bull                                                         | 4507                                                                      | 59,7                                                                      |
|                                                                           | Démocrate                                                                 | Meghan Jensen                                                             | 1833                                                                      | 24,3                                                                      |
|                                                                           | Démocrate                                                                 | Steven Helling                                                            | 897                                                                       | 11,9                                                                      |

| Élection de 2022 du district congressionnel at-large du Wyoming | Élection de 2022 du district congressionnel at-large du Wyoming | Élection de 2022 du district congressionnel at-large du Wyoming | Élection de 2022 du district congressionnel at-large du Wyoming | Élection de 2022 du district congressionnel at-large du Wyoming |
| --------------------------------------------------------------- | --------------------------------------------------------------- | --------------------------------------------------------------- | --------------------------------------------------------------- | --------------------------------------------------------------- |
| Parti                                                           | Parti                                                           | Candidat                                                        | Votes                                                           | %                                                               |
|                                                                 | Républicain                                                     | Harriet Hageman                                                 | 132 206                                                         | 68,2                                                            |
|                                                                 | Démocrate                                                       | Lynette Grey Bull                                               | 47 250                                                          | 24,4                                                            |
|                                                                 | Libertarien                                                     | Richard Brubaker                                                | 5420                                                            | 2,8                                                             |
|                                                                 | Constitution                                                    | Marissa Selvig                                                  | 4505                                                            | 2,3                                                             |
|                                                                 | Write-In                                                        | Write-In                                                        | 4521                                                            | 2,3                                                             |
| Total des votes                                                 | Total des votes                                                 | Total des votes                                                 | 193 902                                                         | 100 %                                                           |
|                                                                 | Les Républicains conservent                                     |                                                                 |                                                                 |                                                                 |

### 2024
| Primaire Républicaine de 2024 du district congressionnel at-large du Wyoming | Primaire Républicaine de 2024 du district congressionnel at-large du Wyoming | Primaire Républicaine de 2024 du district congressionnel at-large du Wyoming | Primaire Républicaine de 2024 du district congressionnel at-large du Wyoming | Primaire Républicaine de 2024 du district congressionnel at-large du Wyoming |
| ---------------------------------------------------------------------------- | ---------------------------------------------------------------------------- | ---------------------------------------------------------------------------- | ---------------------------------------------------------------------------- | ---------------------------------------------------------------------------- |
| Parti                                                                        | Parti                                                                        | Candidat                                                                     | Votes                                                                        | %                                                                            |
|                                                                              | Républicain                                                                  | Harriet Hageman (sortante)                                                   | 82 783                                                                       | 78,9                                                                         |
|                                                                              | Républicain                                                                  | Steven Helling                                                               | 19 743                                                                       | 18,8                                                                         |
|                                                                              | Write-In                                                                     | Write-In                                                                     | 2424                                                                         | 2,3                                                                          |

| Primaire Démocrate de 2024 du district congressionnel at-large du Wyoming | Primaire Démocrate de 2024 du district congressionnel at-large du Wyoming | Primaire Démocrate de 2024 du district congressionnel at-large du Wyoming | Primaire Démocrate de 2024 du district congressionnel at-large du Wyoming | Primaire Démocrate de 2024 du district congressionnel at-large du Wyoming |
| ------------------------------------------------------------------------- | ------------------------------------------------------------------------- | ------------------------------------------------------------------------- | ------------------------------------------------------------------------- | ------------------------------------------------------------------------- |
| Parti                                                                     | Parti                                                                     | Candidat                                                                  | Votes                                                                     | %                                                                         |
|                                                                           | Démocrate                                                                 | Kyle Cameron                                                              | 10 047                                                                    | 98,6                                                                      |
|                                                                           | Write-In                                                                  | Write-In                                                                  | 138                                                                       | 1,4                                                                       |

| Élection de 2024 du district congressionnel at-large du Wyoming | Élection de 2024 du district congressionnel at-large du Wyoming | Élection de 2024 du district congressionnel at-large du Wyoming | Élection de 2024 du district congressionnel at-large du Wyoming | Élection de 2024 du district congressionnel at-large du Wyoming |
| --------------------------------------------------------------- | --------------------------------------------------------------- | --------------------------------------------------------------- | --------------------------------------------------------------- | --------------------------------------------------------------- |
| Parti                                                           | Parti                                                           | Candidat                                                        | Votes                                                           | %                                                               |
|                                                                 | Républicain                                                     | Harriet Hageman (sortante)                                      | 184 680                                                         | 70,61                                                           |
|                                                                 | Démocrate                                                       | Kyle Cameron                                                    | 60 778                                                          | 23,24                                                           |
|                                                                 | Libertarien                                                     | Richard Brubaker                                                | 9 223                                                           | 3,53                                                            |
|                                                                 | Constitution                                                    | Jeff Haggit                                                     | 5 362                                                           | 2,05                                                            |
|                                                                 | Write-In                                                        | Write-In                                                        | 1 505                                                           | 0,58                                                            |
| Total des votes                                                 | Total des votes                                                 | Total des votes                                                 | 261 548                                                         | 100 %                                                           |
|                                                                 |                                                                 |                                                                 |                                                                 |                                                                 |